# Cucina afghana

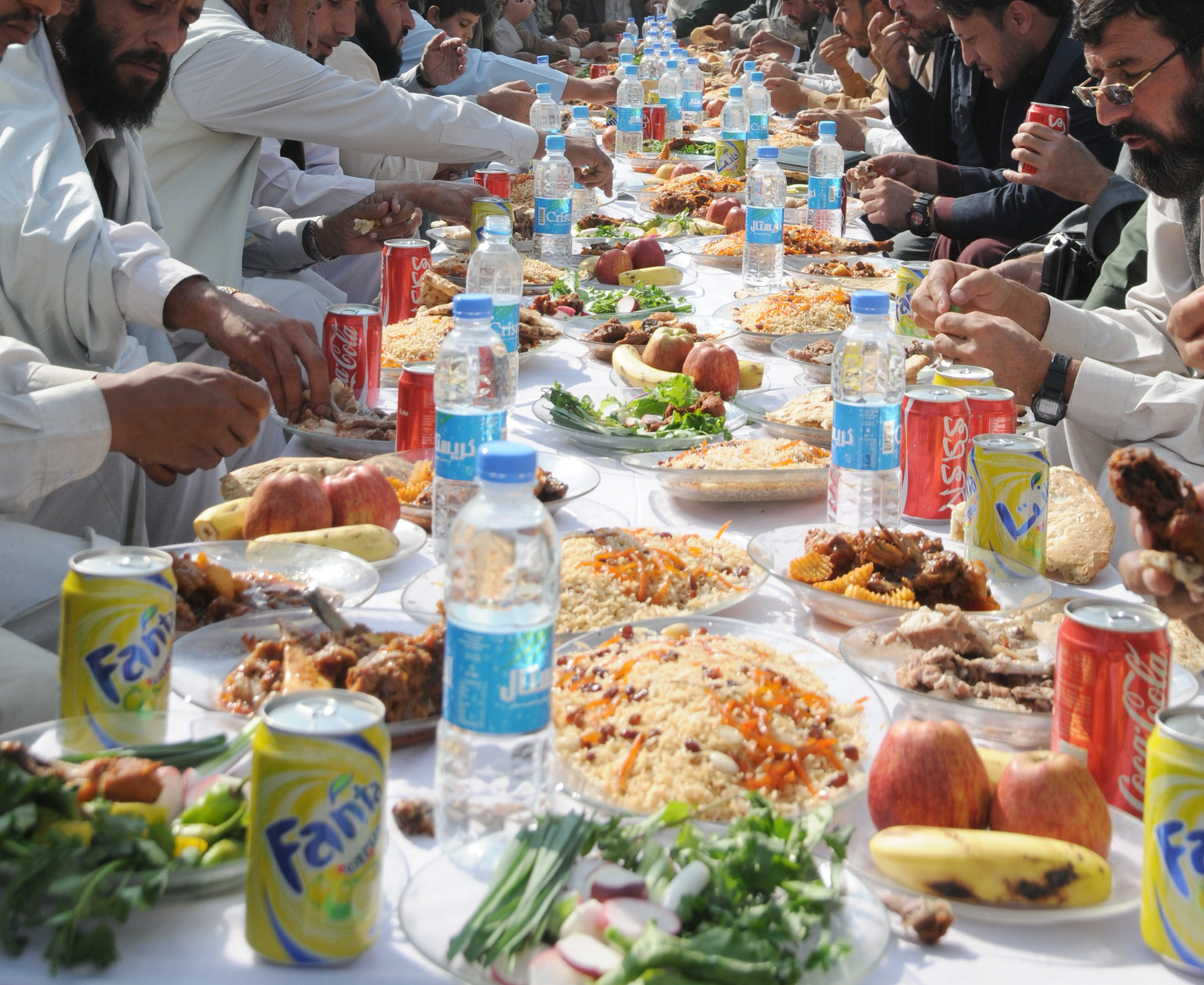
Un banchetto in Afghanistan

La cucina afghana comprende le tradizioni culinarie dell'Afghanistan. Essa è stata influenzata nel corso della storia dai popoli che hanno occupato la regione, oltre che dalle cucine dei paesi vicini, come quella iraniana, pakistana, indiana e mongola.

## Caratteristiche generali
La vicinanza dell'Afghanistan con nazioni di diversa cultura ha fatto sì che la sua cucina risulti particolarmente variegata. Sebbene i suoi piatti siano caratterizzati da diversi gusti, essa in generale non risulta piccante. Il fatto che in passato l'Afghanistan confinasse con l'Unione Sovietica non ha influito particolarmente sulle abitudini culinarie afghane. Le spezie indiane, la menta e lo yogurt sono invece ingredienti basilari nella preparazione dei cibi, pur se usati con moderazione. Per le strade non è raro imbattersi nelle čajchana, le sale da tè tipiche dell'Asia centrale, oppure in diversi chioschi che vendono snack vari e kebab.
Gli afghani raramente mangiano fuori casa, e ciò ha plasmato in loro un gran senso dell'ospitalità. All'ospite viene riservato il posto d'onore, e in generale ci si siede a seconda dell'età o dello status sociale, rigorosamente a terra. Le portate sono particolarmente generose, e persino le famiglie più povere tendono ad invitare quanti più amici o parenti per rendere loro gli omaggi della casa.

## Piatti principali

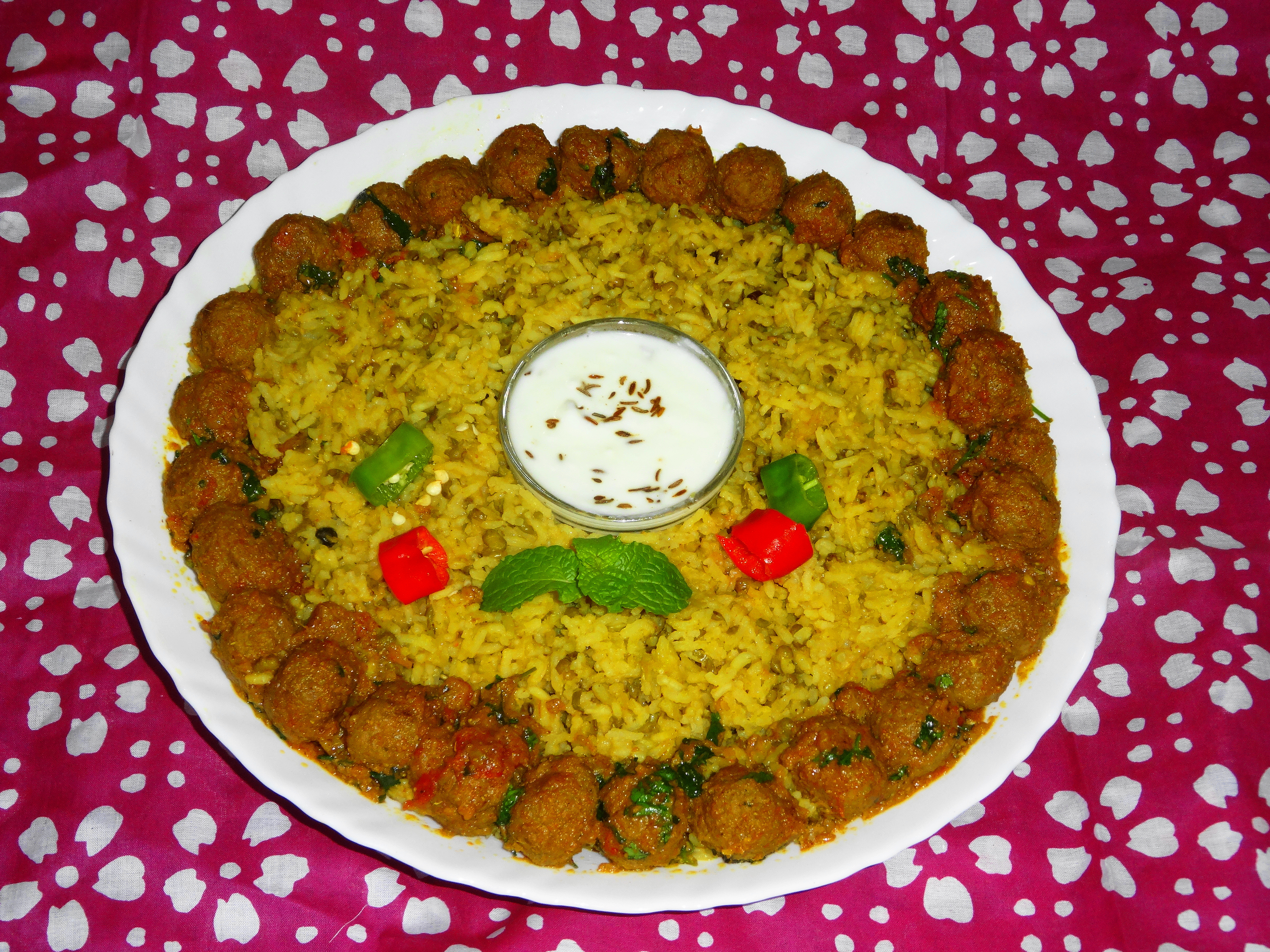
Shulah

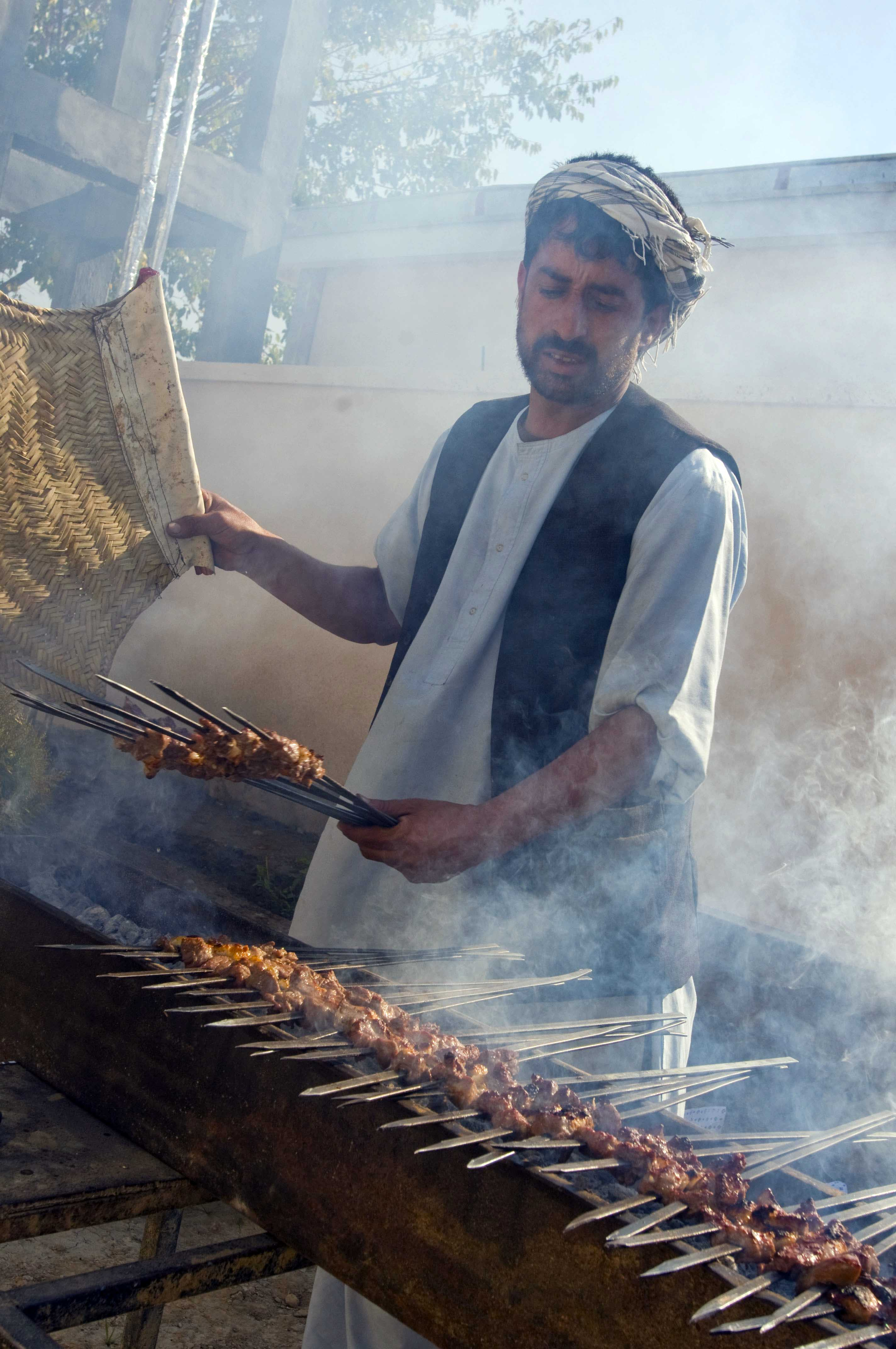
Preparazione del kabab

Gli alimenti principali della dieta afghana sono riso, prodotti caseari e pane, in particolare il naan. La portata di riso principale è il pilau, cucinato con carne e verdure. Gli afghani generalmente mangiano con le mani, e spesso si servono del pane per raccogliere il cibo dal piatto. Contrariamente al tè che è diffusissimo, l'alcol e la carne di maiale sono proibiti dalla religione islamica. La frutta secca è consumata in tutte le ore della giornata. In Afghanistan ci si siede attorno ad un dastarkhan, un panno posato a terra dove compaiono tutte le portate, come tè, naan, riso, sottaceti, chutney e carne di pollo. Tra le bevande dissetanti generalmente troviamo acqua, limonata e latticello.
Le spezie più utilizzate per insaporire i piatti sono il cardamomo, usato solitamente nel pilau, nei dolci, nel tè e nella mistura di spezie denominata chaat masala, il fieno greco, usato nel tursh-e-limo ("sottaceti e limone"), anice, cannella e chiodi di garofano.
Uno dei piatti più importanti della cucina afghana è il haft miwa, una zuppa tradizionale della festa del Nawrūz fatta con sette tipi di frutta e noci che simboleggiano la primavera. Altro piatto iconico è il kabab, spiedini di carne cotti sulla brace, mentre una zuppa tipica è la shoorba. Il kala-pachah è invece composto da testa di pecora e accompagnato da riso e pane, mentre lo shulah è un pudding denso fatto di carne, riso, cereali e burro. Yogurt e qurot sono ampiamente diffusi.
Tra la frutta disponibile in Afghanistan troviamo albicocche, mele, uva, ciliegie e meloni, nonché frutta secca accompagnata da gur (granuli di melassa) e jelabi, delle spirali di grano e zucchero avvolte in uno sciroppo.

## La cultura del tè
Il tè è una componente importante dello stile di vita afghano. Esso viene servito sia in casa che nelle čajchana. Gli afghani bevono sia il tè verde che quello nero con zucchero o cardamomo, e viene accompagnato da dolci come il nuql-el-nakhud (ceci ricoperti di zucchero), il nuql-el-badam (mandorle zuccherate) o il nuql-el-pistah (semi di pistacchio zuccherati). Un tè particolarmente speciale è il qemaq-čaj, al quale si aggiunge una schiuma ottenuta dalla bollitura del latte.